# Peperomia truncicola
Peperomia truncicola är en pepparväxtart som beskrevs av C. Dc.. Peperomia truncicola ingår i släktet peperomior, och familjen pepparväxter. Inga underarter finns listade i Catalogue of Life.